# Kartesisches Blatt

Kartesisches Blatt für

Das kartesische Blatt (oder cartesische Blatt, folium cartesii) ist eine ebene algebraische Kurve 3. Ordnung, die nach dem französischen Mathematiker und Philosophen René Descartes benannt ist.

## Definition
Ist {\displaystyle a\in \mathbb {R} } eine reelle Zahl, dann ist das kartesische Blatt in kartesischen Koordinaten definiert durch die Gleichung
{\displaystyle x^{3}+y^{3}-3axy=0\,.}

## Andere Gleichungen des kartesischen Blattes
In Parameterdarstellung kann das kartesische Blatt durch die Gleichungen
{\displaystyle {\begin{aligned}x={\frac {3at}{1+t^{3}}}\\y={\frac {3at^{2}}{1+t^{3}}}\end{aligned}}}
beschrieben werden, wobei {\displaystyle a\in \mathbb {R} } ist.
In Polarkoordinaten wird das kartesische Blatt durch die Gleichung
{\displaystyle r={\frac {3a\cos \varphi \sin \varphi }{(\cos \varphi )^{3}+(\sin \varphi )^{3}}}}
beschrieben.

## Eigenschaften des kartesischen Blattes
Im Folgenden wird jeweils vorausgesetzt, dass die Koordinatenachsen so liegen wie in der Skizze.
- Das kartesische Blatt ist achsensymmetrisch bezüglich der Winkelhalbierenden des 1. und 3. Quadranten (Gleichung y = x). Genau zwei Punkte der Kurve liegen auf der Symmetrieachse, nämlich der Ursprung und der Scheitel mit den Koordinaten {\displaystyle \left({\tfrac {3}{2}}a\left|{\tfrac {3}{2}}a\right.\right)}.
- Der Ursprung des Koordinatensystems ist Doppelpunkt der Kurve. Die x- bzw. die y-Achse sind die jeweiligen Tangenten im Ursprung.
- Die Gerade mit der Gleichung {\displaystyle x+y+a=0} (in der Skizze blau gestrichelt) ist Asymptote der Kurve.[1]
- Für beide Kurvenzweige beträgt der Krümmungsradius im Ursprung {\displaystyle {\tfrac {3}{2}}a}.
- Die Schleife des kartesischen Blattes schließt eine Fläche mit dem Inhalt {\displaystyle {\tfrac {3}{2}}a^{2}} ein.[2]
- Die Fläche, die von der Kurve und der Asymptote begrenzt wird und sich ins Unendliche erstreckt, hat denselben Flächeninhalt {\displaystyle {\tfrac {3}{2}}a^{2}}.[2]

## Geschichte
Die Kurve wurde zuerst im Jahre 1638 von Descartes vorgeschlagen. Sie spielt eine wichtige Rolle bei der Entwicklung der Infinitesimalrechnung. Descartes stellte Fermat die Aufgabe, für einen beliebigen Punkt der Kurve die Tangente zu bestimmen, weil Fermat eine Methode für solche Probleme entdeckt hatte. Fermat löste die Aufgabe mit Leichtigkeit, was Descartes nicht gelungen war (Simmons, p. 101). Mithilfe der Infinitesimalrechnung kann man die Tangentensteigung für eine implizit gegebene Kurve problemlos durch implizite Differentiation herausfinden.